# Jevrem Popović
Jevrem Popović, srbski general, * 12. junij 1914, † 1997.

## Življenjepis
Leta 1939 je postal član KPJ in leta 1941 se je pridružil NOVJ. Med vojno je opravljal politično-komisarske in poveljniške dolžnosti v različnih enotah.
Po vojni je deloval v Politični upravi JLA, bil direktor Generalne direkcije ladjedelništva, pomočnik poveljnika obmejnih enot,...